# El Refugio de Providencia
El Refugio de Providencia är en ort i Mexiko.   Den ligger i kommunen Cosío och delstaten Aguascalientes, i den centrala delen av landet, 500 km nordväst om huvudstaden Mexico City. El Refugio de Providencia ligger 1 951 meter över havet och antalet invånare är 1 377.
Terrängen runt El Refugio de Providencia är huvudsakligen platt, men västerut är den kuperad. Runt El Refugio de Providencia är det ganska tätbefolkat, med 116 invånare per kvadratkilometer. Närmaste större samhälle är Rincón de Romos, 14,7 km sydväst om El Refugio de Providencia. Trakten runt El Refugio de Providencia består till största delen av jordbruksmark.